# Predrag Bjelac
Predrag Bjelac (serbisch-kyrillisch Предраг Бјелац; * 30. Juni 1962 in Belgrad, Jugoslawien) ist ein serbischer Film- und Theaterschauspieler.

## Kurzbiografie
Predrag Bjelac graduierte 1986 an der Universität Belgrad und zog danach nach New York City, wo er bis 1988 am Lee Strasberg Theatre and Film Institute die weitere Ausbildung genoss.
Bereits seit 1985 als Schauspieler tätig, tritt Bjelac erst seit dem neuen Jahrtausend vermehrt in internationalen Filmproduktionen auf. So stand er 2003 in der Miniserie Children of Dune vor der Kamera, und 2005 war er in der Literaturverfilmung Harry Potter und der Feuerkelch als Igor Karkaroff zu sehen. 2011 wirkte er in der Fernsehserie Borgia in einer Nebenrolle als Francesco Piccolomini, dem späteren Papst Pius III., mit. Sein Schaffen umfasst mehr als 80 Produktionen.
Bjelac lebt heute mit seiner Frau Katarina in Prag.

## Filmografie (Auswahl)
- 1985: Sest dana juna
- 1988: Mamma Lucia (The Fortunate Pilgrim, Miniserie, 3 Folgen)
- 1999: Warriors – Einsatz in Bosnien (Warriors, Fernsehserie, Folge 1x01)
- 2001: Immortal – Der Unsterbliche (The Immortal, Fernsehserie, Folge 1x19)
- 2002: Cries of Innocence
- 2003: Der Sklavenmarkt der jungen Mädchen (The Final Victim)
- 2003: Dune – Die Kinder des Wüstenplaneten (Frank Herbert’s Children of Dune, Miniserie, 3 Folgen)
- 2004: Eurotrip
- 2004: Wenn ich groß bin, werd ich Kengur (Kad porastem biću Kengur)
- 2005: Harry Potter und der Feuerkelch (Harry Potter and the Goblet of Fire)
- 2006: Das Omen (The Omen)
- 2007: Spooks – Im Visier des MI5 (Spooks, Fernsehserie, Folge 6x02)
- 2008: Die Chroniken von Narnia: Prinz Kaspian von Narnia (The Chronicles of Narnia: Prince Caspian)
- 2009: Die kleinen Ritter (Ať žijí rytíři!)
- 2010: Sascha
- 2011: Czech-Made Man
- 2011–2014: Borgia (Fernsehserie, 8 Folgen)
- 2013–2014: Cirkus Bukowsky (Fernsehserie, 10 Folgen)
- 2014: Die Pilgerin (Miniserie, Folge 1x01)
- 2014: Ironclad 2 – Bis aufs Blut (Ironclad: Battle for Blood)
- 2014: Crossing Lines (Fernsehserie, Folge 2x01)
- 2015: Kind 44 (Child 44)
- 2015: Gangster Ka
- 2015: MindGamers
- 2016: Winnetou – Der Mythos lebt (Fernseh-Dreiteiler)
- 2016–2022: Ubice mog oca (Fernsehserie, 38 Folgen)
- 2017: Genius (Fernsehserie, 3 Folgen)
- 2019: Die Raserei (Rapl, Fernsehserie, 12 Folgen)
- 2019: Intrigo – In Liebe, Agnes (Intrigo: Dear Agnes)
- 2020: Grudi
- 2020: Killing Eve (Fernsehserie, Folge 3x05 Mütterchen Russland)
- 2020: The Outpost (Fernsehserie, 2 Folgen)
- 2021: After the Winter (Poslije zime)
- 2022: Hellraiser – Das Schloss zur Hölle (Hellraiser)
- 2022: Kidnapping (DNA, Fernsehserie, Folge 2x01)
- seit 2022: Duch (Fernsehserie)